# Балинт Вечеи
Балинт Вечеј (мађ. Vécsei Bálint Máté (Мишколц, 13. јул 1993) је мађарски професионални фудбалер и репрезентативац мађарске који игра на позицији везног и тренутно је члан ФК Висел Кобе члана јапанске Џеј 1 лиге.

## Клуб
Фудбал је почео да игра у основној школи Ференц Казин Ференц у Казинцбарцика. Пошто му је отац био наставник географије и физичког васпитања, одмах се заљубио у фудбал. Вечеј је започео своју активну каријеру у омладинском тиму ФК Казинцбарцика.

### Хонвед Будимпешта
Дана 28. јула 2008. године, Хонвед из Будимпеште га је преузео у своје редове од Казинцбарацке. Дана 11. маја 2011. године одиграо је свој први меч у Мађарска лига против Ђери ЕТОа. У сезони 2012/13. у Мађарској лиги одиграо је 28 утакмица и постигао четири гола.

### Болоња
Дана 18. августа 2015. године потписао је уговор са клубом из Серије А Болоња Ф.К. 1909. Истовремено је позајмљен Лечеу.

### Лугано
Дана 13. јула 2016, Вечеј се придружио швајцарском клубу Лугано на сезонској позајмици. Током свог боравка у Лугану најбољу утакмицу је одиграо против ФК Сиона, када је постигао два гола у 77. и 92. минуту.

### Ференцварош
Дана 29. децембра 2019. потписао је за мађарским Ференцварошем. Званично је био доступан клубу од 1. јануара 2020. године.
Дана 16. јуна 2020. постао је шампион са Ференцварошем која је озваничена победом над Будимпештански Хонвед на стадиону Нандор Хидегкути у 30. колу меча националног првенства 2019/20.
Дана 5. маја 2023. освојио је своје друго државно првенство у сезони 2022/23. такође са Ференцварошем, након што је Кечкемет у 30. колу изгубио са 1 : 0 од Хонведа у Божик арени.

### Висел Кобе
Дана 2. септембра 2023. објављено је да се Вечеј придружио Висел Кобеу и да је добио да носи дрес са бројем 6.

## Репрезентација
Дана 27. марта 2023. године, постигао је свој први гол репрезентативни на утакмици против Бугарске у победи Мађарске од 3 : 0 у квалификацијама за Европско првенство 2024. на стадиону Пушкаш арена.

## Голови у репрезентацији
Ажурирано утакмице одигране до 27. марта 2023.
Скор и резултати прво наводе зброј голова Мађарске, колона са резултатом показује резултат након сваког гола Вечеја.
| Бр. | Датум              | Стадион                            | Противник  | Скор  | Резултат | Такмичење                             |
| --- | ------------------ | ---------------------------------- | ---------- | ----- | -------- | ------------------------------------- |
| 1   | 12. новембар 2021. | Пушкаш арена, Будимпешта, Мађарска | Сан Марино | 4 : 0 | 4 : 0    | Квалифик. за Светско првенство 2022.  |
| 2   | 27. март 2023.     | Пушкаш арена, Будимпешта, Мађарска | Бугарска   | 1 : 0 | 3 : 0    | Квалифик. за Европско првенство 2024. |

## Трофеји
ФК Ференцварош
- Мађарски шампионат: 2019/20, 2020/21, 2021/22[12], 2022/23
- Мађарски куп: 2021/22[13]